# Турне (фільм)
«Турне» — копродукційна стрічка, яку висунула Сербія на здобуття премії «Оскар» у категорії «Найкращий фільм іноземною мовою», але не потрапила в остаточний список. Прем'єра стрічки відбулась на Монреальському кінофестивалі у 2008 році.

## Сюжет
Під час Боснійської війни виникає ідея — влаштувати турне, щоб заробити грошей. Маршрут поїздки пройде через Республіку Сербську. Частина акторів Національного театру Белграда погоджується взяти участь у водевілі Жоржа Фейдо «Блоха на вусі».
Трупа прибуває в окуповане місто. Їхній виступ не сподобався солдатам, один актор постаждав, до того ж командувач почав вимагати зароблені гроші в акторів. Після провалу трупі довелося йти через заміноване поле, бо їхній водій зник. Вони потрапляють до Національної гвардії Хорватії. В той момент, коли хорвати хочуть погнати їх назад через міни, на них нападає сербський загін, бере у полон та визволяє артистів. Актори повертаються в місто та ночують в автобусі.
По дорозі до Белграда автобус оточує Армія Боснії і Герцеговини. Ядранка врятовує ситуацію й трупа нарешті повертається додому.

## У ролях
| Актор                  | Роль                               |
| ---------------------- | ---------------------------------- |
| Єлена Джокич           | Ядранка                            |
| Тихомир Станич         | Станіслав                          |
| Драган Николич         | Мішко                              |
| Міра Фурлан            | Соня                               |
| Йосиф Татич            | Закі                               |
| Гордан Кичич           | Лале                               |
| Славко Штімац          | Джуро                              |
| Воїслав Брайович       | Любич                              |
| Сергей Трифунович      | Аркан                              |
| Емір Хаджихафізбегович | Данило                             |
| Светозар Цвєткович     | Хірург                             |
| Бранимир Попович       | Мусульманський командир            |
| Богдан Диклич          | Командир хорватських нацгвардійців |
| Сенад Башич            | Генерал                            |

## Створення фільму

### Виробництво
Зйомки фільму проходили в Белграді (Сербія) та Республіці Сербській (Боснія і Герцеговина).

### Знімальна група
- Кінорежисер — Горан Маркович
- Сценарист — Горан Маркович
- Кінопродюсери — Светозар Цветкович, Тихомир Станич
- Композитор — Зоран Сим'янович
- Кінооператор — Радослав Владич
- Кіномонтаж — Снежана Іванович
- Художник-постановник — Велько Деспотович
- Художник-декоратор — Любомир Мрсович, Зиван Тодорович
- Художник з костюмів — Ліляна Петрович[4].

## Сприйняття

### Критика
Рейтинг фільму на сайті Internet Movie Database становить 7,3/10 на основі 2 089 голосів.

### Номінації та нагороди
| Нагороди та номінації фільму «Турне» | Нагороди та номінації фільму «Турне»  | Нагороди та номінації фільму «Турне» | Нагороди та номінації фільму «Турне»                            | Нагороди та номінації фільму «Турне» | Нагороди та номінації фільму «Турне» |
| Рік                                  | Кінофестиваль/кінопремія              | Категорія/нагорода                   | Номінант                                                        | Результат                            |                                      |
| ------------------------------------ | ------------------------------------- | ------------------------------------ | --------------------------------------------------------------- | ------------------------------------ | ------------------------------------ |
| 2008                                 | Монреальський кінофестиваль           | Найкращий режисер                    | Горан Маркович                                                  | Перемога                             |                                      |
| 2008                                 | Монреальський кінофестиваль           | Приз ФІПРЕССІ                        | Горан Маркович                                                  | Перемога                             |                                      |
| 2008                                 | Монреальський кінофестиваль           | «Великий приз Америк»                | Горан Маркович                                                  | Номінація                            |                                      |
| 2008                                 | Міжнародний кінофестиваль у Салоніках | Нагорода глядачів                    | Горан Маркович                                                  | Перемога                             |                                      |
| 2008                                 | «SoFest»                              | Найкращий фільм                      | Свєтозар Цвєткович, Тихомир Станич, Testament Film, Balkan Film | Перемога                             |                                      |